# Nicolas Marin Thiry
Pour les articles homonymes, voir Thiry.
Nicolas Marin Thiry, né le 12 avril 1769 à Lorquin et mort le 30 mai 1827 à Paris, est un général français de la Révolution et de l’Empire.

## Biographie

### Débuts de carrière, 1786-1802
Il entre en service le 2 août 1786, comme canonnier au régiment de Grenoble-artillerie, et le 10 octobre 1790, il passe comme grenadier dans le Régiment Royal-Liégeois. Il est nommé sergent le 15 janvier 1791, et il sert dans ce régiment jusqu’au mois d’octobre 1792, date de son licenciement. Le 9 novembre 1792, il passe comme adjudant sous-officier dans les hussards de l’Égalité, et le 1er décembre suivant il devient adjudant sous-lieutenant. Il fait ensuite la campagne à l’armée des Alpes sous les ordres du général Anne-Pierre de Montesquiou-Fézensac.
Il est promu capitaine le 1er février 1793. Passé à l’armée du Nord, il se distingue à l’affaire de Blaton où, à la tête de 10 hussards, il s’empare de 2 obusiers, fait prisonniers les servants ainsi que l’officier qui les commandait. De l’an II à l’an IX, il sert aux armées de l’Ouest et d’Italie. Le 21 juillet 1795, à l’affaire qui a lieu devant Quiberon, il traverse avec sa compagnie et met en déroute une colonne d’émigrés, dont 300 restent sur le champ de bataille. Il est nommé chef d’escadron le 23 octobre 1799 par le général en chef de l’armée d’Italie pour ses services, et est confirmé dans son grade par le Directoire le 23 septembre 1800. Le 15 septembre 1802, il reçoit un sabre d’honneur.

### Du colonel des chasseurs à cheval de la Garde au général de brigade

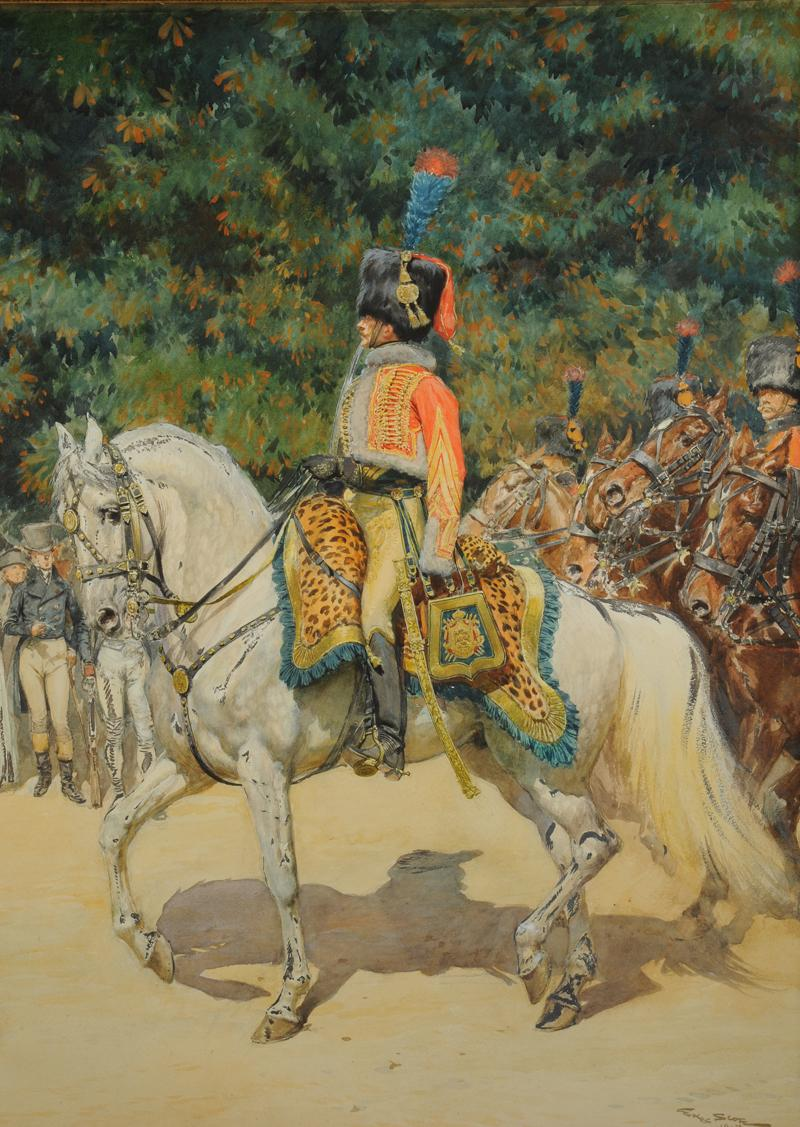
Officier des chasseurs à cheval de la Garde impériale par Georges Scott, 1907. Thiry fait les campagnes de 1805 à 1809 au sein de ce régiment, d'abord comme chef d'escadron puis en tant que colonel-major.

Pendant les ans XII et XIII, il tient garnison à Alexandrie et Rimini et est fait chevalier de la Légion d’honneur le 11 décembre 1803, puis officier de l’ordre le 14 juin 1804. Le 15 septembre 1805, il passe avec son grade dans les chasseurs à cheval de la Garde impériale, et il fait avec ce régiment les guerres de 1805 à 1807 en Autriche, en Prusse et en Pologne. Le 2 décembre 1805 à Austerlitz, il est grièvement blessé de deux coups de baïonnette à la poitrine, et le 8 février 1807, à la bataille d'Eylau, il reçoit une forte contusion de boulet à la jambe gauche. Il est nommé colonel-major des chasseurs à cheval de la Garde impériale le 16 février 1807, et est élevé au grade de commandeur de la Légion d’honneur le 4 septembre 1808.
Il est promu général de brigade le 6 juin 1809, et il est créé baron de l’Empire le 20 août de la même année. Employé dans son nouveau grade à l’armée d’Illyrie, il y reste jusqu’au 9 décembre 1810, époque de la suppression de cette armée, et il passe à celle d’Italie, qu’il quitte pour prendre part à la campagne de Russie. Le 7 septembre 1812, à la bataille de la Moskova, il fait des prodiges de valeur : son cheval est tué sous lui et il reçoit trois blessures. Le 1er avril 1813, il est envoyé à la forteresse de Mayence, et le 5 mai, il est attaché à la 2e division de marche du 1er corps de cavalerie, puis le 18 juin à la 1re division de cavalerie légère du 2e corps de réserve de cavalerie. Le 3 août 1813, il passe à la 2e division de cuirassiers et il continue de faire la guerre en Saxe et en France, plus particulièrement au combat de la Chaussée jusqu’au retour des Bourbons.

### Fin de carrière
Le 29 juillet 1814, il est fait chevalier de Saint-Louis par le roi Louis XVIII, avant d'être appelé au commandement de l’arrondissement de Sarrelouis le 31 août suivant. Le 14 avril 1815, il est employé à Paris, et l’Empereur lui confie le commandement du département de la Meurthe le 4 mai suivant. Au retour du roi, il est mis à la retraite le 4 octobre 1815. Il est relevé de sa position de retraite, et il est placé dans le cadre des officiers généraux disponibles, puis admis définitivement à la retraite le 20 mai 1818. Il meurt le 30 mai 1827 à Paris.

## Armoiries
- Baron de l’Empire le 19 mars 1808 (décret), 20 août 1809 (lettres patentes)

- Coupé, le premier parti d'or au pal d'azur chargé de trois étoiles d'argent et de gueules au signe des barons tirés de l'armée ; le deuxième d'azur au cheval galopant d'or, accompagné en pointe d'un obus éclatant d'or, enflammé de gueules - Livrées : les couleurs de l'écu

## Sources
- (en) « Generals Who Served in the French Army during the Period 1789 - 1814: Eberle to Exelmans »
- Thierry Pouliquen, « Les généraux français et étrangers ayant servis [sic] dans la Grande Armée » (consulté le 18 avril 2014)
- « La noblesse d’Empire » (consulté le 18 avril 2014)
- A. Lievyns, Jean Maurice Verdot, Pierre Bégat, Fastes de la Légion-d'honneur, biographie de tous les décorés accompagnée de l'histoire législative et réglementaire de l'ordre, volume 2, Bureau de l’administration, janvier 1844, 529 p. (lire en ligne), p. 186.
- (pl) « Napoléon.org.pl »
- Gloire et Empire, tradition magazine
- Georges Six, Dictionnaire biographique des généraux & amiraux français de la Révolution et de l'Empire (1792-1814), Paris : Librairie G. Saffroy, 1934, 2 vol., p. 495